# Gerald Durrell
Gerald Malcolm (Gerry) Durrell (Jamshedpur, 7 januari 1925 – Saint Helier, 30 januari 1995) was een Britse natuuronderzoeker, dierenverzorger, natuurbeschermer, schrijver en televisiepresentator.
In Nederland is hij bekend als auteur van boeken over zijn loopbaan als dierverzamelaar en -liefhebber, met name het boek Mijn familie en andere beesten. Hij stichtte de dierentuin Jersey Zoo en een natuurbeschermingsorganisatie die tegenwoordig de Durrell Wildlife Conservation Trust heet. Zijn broer was de schrijver Lawrence Durrell.

## Biografie
Gerald Durrell werd geboren in India. Zijn ouders, van Engelse en Ierse afkomst, waren in India geboren. Zijn vader, Lawrence Samuel Durrell, was een Britse ingenieur en zoals gebruikelijk in gezinnen in deze sociale rang, werden de kinderen opgevoed door een kindermeisje. Durrell bewaarde herinneringen aan zijn eerste bezoek aan een dierentuin in India en beschouwt dat als de oorsprong van zijn levenslange liefde voor dieren. Na de dood van zijn vader vertrok de familie naar Engeland.

### De jaren op Korfoe
De familie verhuisde naar het Griekse eiland Korfoe  in 1935, waar Durrell de lokale fauna verzamelde en als huisdieren hield. Ze bleven daar tot 1939 en deze tijd was de basis voor het boek Mijn familie en andere beesten en de opvolgers, Birds, Beasts, and Relatives enThe Garden of the Gods en daarnaast een aantal korte verhalen. Durrell werd in deze tijd thuis onderwezen, onder andere door vrienden van zijn oudste broer Lawrence (die later een beroemde schrijver werd).

### Londen en Whipsnade Zoo
Toen de Tweede Wereldoorlog uitbrak verhuisde het gezin terug naar Engeland. Gerald verdiende wat bij voor de familie door in een aquarium en in een dierenwinkel te werken. Hij werd opgeroepen voor dienst in 1943, maar afgekeurd om medische redenen, en hielp daarom op een boerderij. Na de oorlog vond hij een baan als dierverzorger in opleiding bij de dierentuin Whipsnade Zoo.

### De eerste expedities
Durrell verliet zijn baan bij Whipsnade Zoo in 1946 om op expeditie te gaan om wilde dieren te verzamelen, maar mocht niet mee omdat hij te onervaren was. Toen hij 21 werd kreeg hij de beschikking over een erfenis van zijn vader waardoor hij een expeditie naar Kameroen kon financieren. De dieren die hij ving verkocht hij aan verschillende Britse dierentuinen. Hij ging bij zijn expedities zorgvuldig te werk en lette erop niet te veel te verzamelen, hetgeen er toe leidde dat zijn expedities niet zeer winstgevend waren en hij was na drie expedities platzak. Hij ging in Manchester bij het aquarium werken en trouwde daar met Jaquieline Sonia Wolfenden ('Jacquie'), die bijdroeg aan zijn expedities en zelf enkele memoires uitbracht.
Met hulp en aanmoediging van Jacquie en advies van broer Lawrence Durrell begon Gerald Durrell humoristische autobiografische verhalen te schrijven, om geld te verdienen voor natuurbescherming.
Zijn eerste boek — The Overloaded Ark — was een groot succes, hetgeen hem aanmoedigde om meer te schrijven. De publicatie van Mijn familie en andere beesten in 1956 vestigde de naam van Durrell als schrijver en natuurbeschermer. Dankzij de royalty's kon hij meer expedities uitvoeren.

### Stichting van de Jersey Zoo
Durrell was het oneens met de wijze waarop dierentuinen opereerden. Hij vond dat ze als een noodvoorraad van met uitsterven bedreigde soorten zouden moeten dienen. Daardoor werd hij op het idee gebracht zijn eigen dierentuin te beginnen. Dankzij de inkomsten van boeken, films en tv-optredens kon hij in 1958 de dierentuin Jersey Zoological Park stichten om de dieren die hij tijdens zijn expedities had verzameld te huisvesten.

### Laatste jaren
Door de vele expedities ging zijn gezondheid in de jaren tachtig hard achteruit en begin 1995 overleed Gerald Durrell op zeventigjarige leeftijd tijdens een levertransplantatie.

## Durrells boeken
Durrells boeken zijn geschreven in een losse, ironische stijl, waarbij zowel hijzelf als zijn naaste omgeving humoristisch op de korrel werden genomen. Zijn bekendste boek is Mijn familie & andere beesten (1956) over zijn kindertijd op Korfoe. In het boek, dat later voor televisie bewerkt is, stak hij de draak met zijn hele familie en vooral zijn broer Lawrence (met wie hij desondanks altijd een zeer goede band heeft gehouden). Hij beweerde altijd te schrijven voor het geld (om natuurbeschermingswerk te financieren), niet omdat hij het schrijven zelf leuk vond.
Zijn werk is vertaald in 31 talen waaronder het Nederlands.

### Autobiografische werken
- The Overloaded Ark (Faber and Faber, 1953)
- Three Singles to Adventure (Three Tickets to Adventure) (Rupert Hart-Davis, 1954)
- The Bafut Beagles (Rupert Hart-Davis, 1954)
- The New Noah (Rupert Hart-Davis, 1955)
- The Drunken Forest (Rupert Hart-Davis, 1956)
- My Family and Other Animals (Vertaald als: Mijn familie en andere beesten) (Rupert Hart-Davis, 1956)
- Encounters with Animals (Rupert Hart-Davis, 1958)
- A Zoo in My Luggage (Rupert Hart-Davis, 1960)
- The Whispering Land (Rupert Hart-Davis, 1961)
- Menagerie Manor (Rupert Hart-Davis, 1964)
- Two in the Bush (Collins, 1966)
- Rosy is my relative (Collins, 1968)
- Birds (Collins, 1969)
- Fillets of Plaice (Collins, 1971)
- Catch Me a Colobus (Collins, 1972)
- Beasts in My Belfry (A Bevy of Beasts) (Collins, 1973)
- The Stationary Ark (Collins, 1976) (voornamelijk non-fictie)
- Golden Bats And Pink Pigeons: A Journey to the Flora and Fauna of a Unique Island  (Collins, 1977)
- The Garden of the Gods (Fauna and Family) (Collins, 1978)
- The Picnic And Suchlike Pandemonium (The Picnic and Other Inimitable Stories) (Collins, 1979) (met enkele fictieve verhalen)
- Ark on the Move (Coward McCann, 1982)
- How to Shoot an Amateur Naturalist (Collins, 1984)
- Durrell in Russia (with Lee Durrell) (MacDonald (Publisher) (UK) / Simon and Schuster (U.S.), 1986)
- The Ark's Anniversary (Collins, 1990)
- Marrying Off Mother and Other Stories (Harper-Collins, 1991) (met enkele fictieve verhalen)
- The Aye-Aye And I: A Rescue Journey to Save One of the World's Most Intriguing Creatures from Extinction (Vertaald als: Aye-Aye en Ik) (Harper-Collins, 1992)
- The Best of Gerald Durrell (edited by Lee Durrell) (Harper-Collins, 1996)

### Non-fictie
- Island Zoo: The Animals a Famous Collector Couldn't Part with (foto's door W. Suschitzky) (Collins, 1961)
- Look At Zoos (Hamish Hamilton, 1961)
- A Practical Guide for the Amateur Naturalist (met Lee Durrell) (Hamish Hamilton (UK) / Alfred A. Knopf (U.S.), 1982)

### Fictie
- The Donkey Rustlers (Collins, 1968)
- Rosie Is My Relative (Collins, 1968)
- The Talking Parcel (Battle for Castle Cockatrice) (Collins, 1974)
- The Mockery Bird (The Billion Dollar Brain) (Collins, 1981)
- The Fantastic Flying Journey: An Adventure in Natural History (Conran Octopus, 1987)
- The Fantastic Dinosaur Adventur]: A New Adventure in Natural History (Vertaald als: Het fantastische Dinosaurus Avontuur) (Conran Octopus, 1989)
- Keeper (Michael O'Mara Books, 1990)
- Toby the Tortoise (Michael O'Mara Books, 1991)
- Puppy Tales: Puppy's Beach Adventure, Puppy's Field Day, Puppy's Pet Pals, Puppy's Wild Time (Andrex, 1993)

### Ongepubliceerd
- Animal Pie, Geschreven in de jaren  1950s [vermeld in de biografie door Douglas Botting]

### Naslag

#### Biografieën en andere naslagwerken
- Himself and Other Animals — A Portrait of Gerald Durrell, David Hughes (1976)
- In The Footsteps of Lawrence Durrell and Gerald Durrell in Corfu (1935 – 1939), Hilary Whitton Paipeti (1998)
- Gerald Durrell — The Authorized Biography, Douglas Botting (1999)
- "Durrelliania": An Illustrated Checklist of Inscribed Books of Lawrence Durrell and Gerald Durrell and Associated Publications, Letters and Notes in the Library of Jeremy J.C. Mallinson, redactie Jeremy Mallinson (1999)